# Meister der Einsammlung des Manna

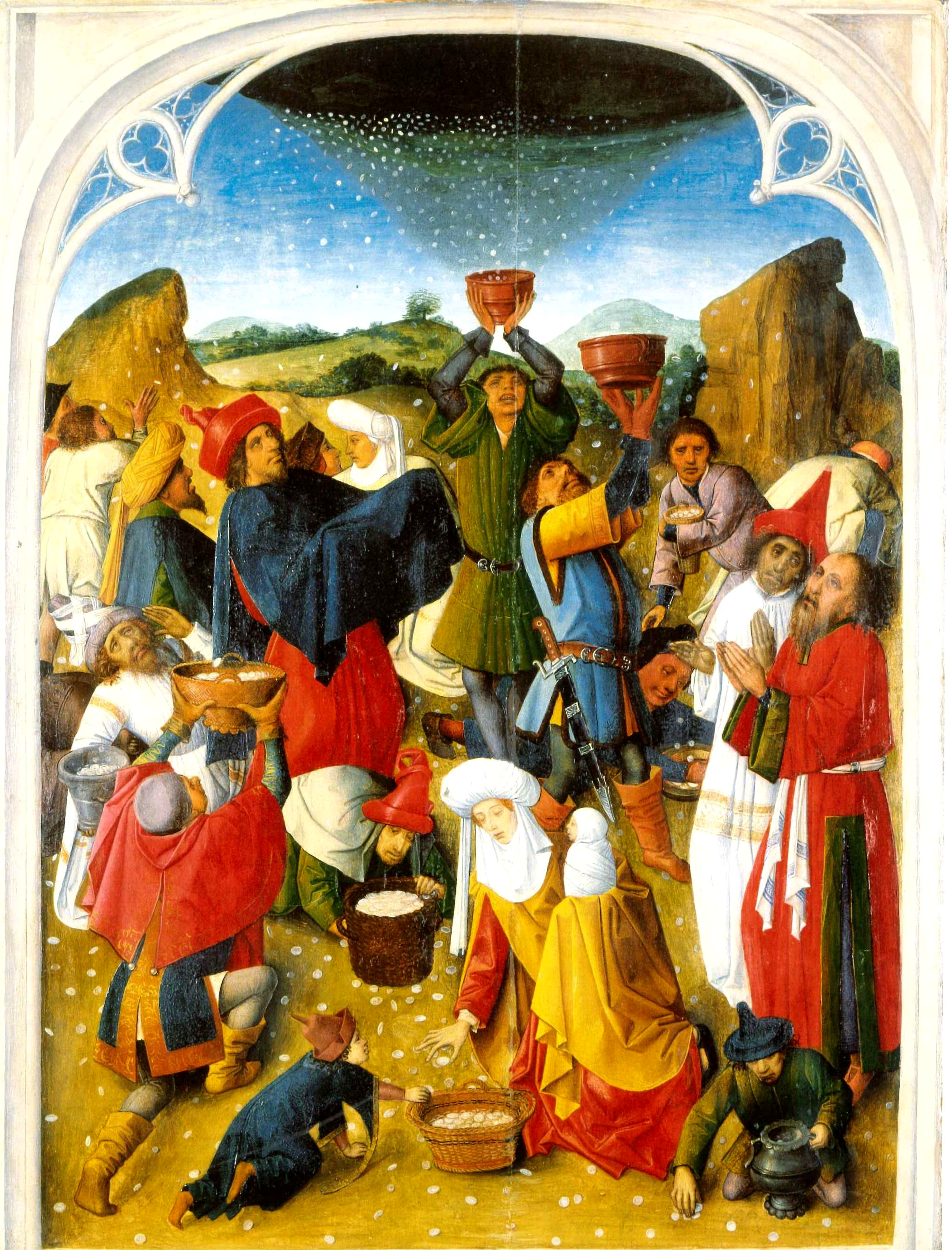
Meister des Manna-Wunders: Die Einsammlung des Manna, 15. Jahrhundert

Meister des Manna-Wunders: Das Opfer der Juden, 15. Jahrhundert

Der Meister der Einsammlung des Manna (oder Meister des Manna-Wunders) war ein mittelalterlicher Maler, der ungefähr von 1460 bis 1475 im Norden der Niederlande, eventuell in Harlem tätig war. Da sein wahrer Name unbekannt ist, wurde ihm ein Notname gegeben nach einem Werk, das die Szene des Manna-Wunders aus dem Buch Exodus des Alten Testaments darstellt.

## Stil und Einfluss
Die Komposition in den Werken des Meister der Einsammlung des Manna lässt Einfluss der zu seiner Zeit im Norden der Niederlande verbreiteten Holzschnitt-Techniken vermuten, da er wie diese die Figuren eng gruppiert und die Weite des Raumes nur andeutet. Der Stil des Meisters steht der Malweise des Aelbert van Ouwater nahe.

## Identifizierung
Es wurde vorgeschlagen, dass der Meister der Einsammlung des Manna identisch ist mit Jacob Clementsz oder Simon Jansz. Auch Bruder Tymanus (Broeder Tymanus) soll in Frage kommen.

## Werke (Auswahl)
- Einsammlung des Manna. Douai, Musee de la Chartreuse
- Kreuzigung. Douai, Musee de la Chartreuse
- Das Opfer der Juden. Rotterdam, Museum Boijmans Van Beuningen (auf dessen Rückseite des Bildes die Grisaille einer Heiligenfigur).
- Die Heilung des Blinden von Jericho. Privatbesitz[2]

Die Einsammlung des Manna formte wohl mit anderen erhaltenen Bildern des Meisters einen Altars, zumal Das Opfer der Juden ebenfalls eine Szene aus dem Buch Exodus zeigt.